# 北極海盆

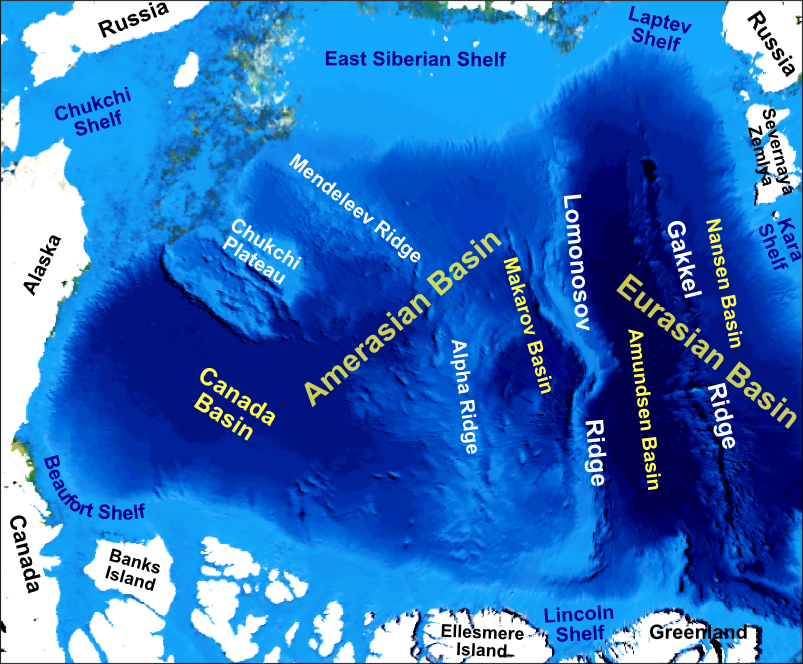
北極海の深浅測量図

北極海盆（ほっきょくかいぼん、Arctic Basin）は、北極海にある海盆であり、グリーンランドからノヴォシビルスク諸島にかけて走るロモノソフ海嶺によって二分されている。また、ユーラシア大陸と北アメリカ大陸の大陸棚によって縁取られている
。
- ユーラシア海盆（ノルウェー海盆）は、ナンセン海盆とアムンセン海盆から構成される。
- アメラジアン海盆は、カナダ海盆とマカロフ海盆から構成される。

## 歴史
1893年から1896年にかけて、フラム号でフリチョフ・ナンセンとオットー・スヴェルドルップによる北極海盆の探検が行われた。ロアール・アムンセンは1922年から1924年にかけて、北極海盆を横断航海した。